# Lipotriches aureohirta
Lipotriches aureohirta är en biart som först beskrevs av Cameron 1898.  Lipotriches aureohirta ingår i släktet Lipotriches och familjen vägbin. Inga underarter finns listade i Catalogue of Life.